# Kim Jong-eun (científico)
Kim Jong-eun (1943-) es un químico de origen coreano en Japón que participó en el desarrollo de Tamiflu, un tratamiento para la gripe porcina. Kim Jong-eun nació en Japón y luego de graduarse del Departamento de Ciencias Farmacéuticas de la Universidad de Tokio, obtuvo un doctorado en química orgánica del Departamento de Química de la Universidad de Oregón en Estados Unidos en 1962. Dirigió el desarrollo de Tamiflu en 1996 mientras se desempeñaba como vicepresidente de química en Gilead, una compañía farmacéutica estadounidense que desarrolló Tamiflu, también trabajo para Bristol Myer. Actualmente se desempeña como vicepresidente de la compañía de biofarmacia Kainos Med.

## Cronología
- 1965 Licenciatura en Ciencias Farmacéuticas, Universidad de Tokio, Japón
- 1967 Graduado del Departamento de Química Orgánica de la Universidad de Tokio
- 1970 Doctorado, Departamento de Química, Departamento de Química Orgánica, Universidad de Oregón, EE. UU.
- 1973 Investigador de Bristol-Myers
- 1994 Investigador, Vicepresidente, Gilead, EE. UU.
- 2012 Vicepresidente de Kainos Med, Corea